# Olympische Sommerspiele 1996/Teilnehmer (Rumänien)
| Gelbes Symbol für Goldmedaillen mit stilisierten Olympischen Ringen | Graues Symbol für Silbermedaillen mit stilisierten Olympischen Ringen | Braundes Symbol für Bronzemedaillen mit stilisierten Olympischen Ringen |
| ------------------------------------------------------------------- | --------------------------------------------------------------------- | ----------------------------------------------------------------------- |
| 4                                                                   | 7                                                                     | 9                                                                       |

Rumänien nahm an den Olympischen Sommerspielen 1996 in Atlanta, USA, mit einer Delegation von 165 Sportlern (98 Männer und 67 Frauen) teil. Fahnenträger bei der Eröffnungsfeier war der Ruderer Iulică Ruican.

## Medaillengewinner
Mit vier gewonnenen Gold-, sieben Silber- und neun Bronzemedaillen belegte das rumänische Team Platz 14 im Medaillenspiegel.

### Gold
| Name/n | Sportart | Wettkampf                           |
| --- | -------- | ----------------------------------- |
| Laura Badea | Fechten  | Frauen, Florett, Einzel             |
| Constanța Burcică & Camelia Macoviciuc | Rudern   | Frauen, Leichtgewichts-Doppelzweier |
| Anca Tănase, Veronica Cochela, Liliana Gafencu, Doina Spîrcu, Ioana Olteanu, Elisabeta Lipă, Mărioara Popescu, Doina Ignat & Elena Georgescu | Rudern   | Frauen, Achter                      |
| Simona Amânar | Turnen   | Frauen, Pferdsprung                 |

### Silber
| Name/n                                   | Sportart       | Wettkampf                   |
| ---------------------------------------- | -------------- | --------------------------- |
| Laura Badea, Reka Szabo & Roxana Scarlat | Fechten        | Frauen, Florett, Mannschaft |
| Antonel Borșan & Marcel Glăvan           | Kanu           | Zweier-Canadier, 1000 Meter |
| Gabriela Szabo                           | Leichtathletik | Frauen, 1500 Meter          |
| Dan Burincă                              | Turnen         | Ringe                       |
| Marius Urzică                            | Turnen         | Seitpferd                   |
| Gina Gogean                              | Turnen         | Frauen, Einzelmehrkampf     |
| Simona Amânar                            | Turnen         | Frauen, Bodenturnen         |

### Bronze
| Name/n                                                                                               | Sportart     | Wettkampf                                 |
| --- | ------------ | ----------------------------------------- |
| Leonard Doroftei                                                                                     | Boxen        | Leichtgewicht                             |
| Marian Simion                                                                                        | Boxen        | Weltergewicht                             |
| Nicu Vlad                                                                                            | Gewichtheben | II. Schwergewicht                         |
| Gheorghe Andriev & Grigore Obreja                                                                    | Kanu         | Zweier-Canadier, 500 Meter                |
| Simona Amânar                                                                                        | Turnen       | Frauen, Einzelmehrkampf                   |
| Lavinia Miloșovici                                                                                   | Turnen       | Frauen, Einzelmehrkampf                   |
| Simona Amânar, Gina Gogean, Ionela Loaieș, Alexandra Marinescu, Lavinia Miloșovici & Mirela Țugurlan | Turnen       | Frauen, Mannschaftsmehrkampf              |
| Gina Gogean                                                                                          | Turnen       | Frauen, Pferdsprung Frauen, Schwebebalken |

## Teilnehmer nach Sportarten

### Boxen
- Sabin Marius Bornei
Halbfliegengewicht: 9. Platz

- Crinu Raicu-Olteanu
Bantamgewicht: 5. Platz

- Leonard Doroftei
Leichtgewicht: Bronze

- Marian Simion
Weltergewicht: Bronze

- Francisc Vaștag
Halbmittelgewicht: 17. Platz

- Ovidiu Bali
Schwergewicht: 9. Platz

### Fechten
- Gheorghe Epurescu
Degen, Einzel: 32. Platz
Degen, Mannschaft: 11. Platz

- Gabriel Pantelimon
Degen, Einzel: 43. Platz
Degen, Mannschaft: 11. Platz

- Aurel Bratu
Degen, Einzel: 45. Platz
Degen, Mannschaft: 11. Platz

- Vilmoș Szabo
Säbel, Einzel: 16. Platz
Säbel, Mannschaft: 7. Platz

- Florin Lupeică
Säbel, Einzel: 20. Platz
Säbel, Mannschaft: 7. Platz

- Mihai Covaliu
Säbel, Einzel: 25. Platz
Säbel, Mannschaft: 7. Platz

- Laura Badea
Frauen, Florett, Einzel: Gold 
Frauen, Florett, Mannschaft: Silber

- Roxana Scarlat
Frauen, Florett, Einzel: 15. Platz
Frauen, Florett, Mannschaft: Silber

- Reka Szabo
Frauen, Florett, Einzel: 19. Platz
Frauen, Florett, Mannschaft: Silber

### Gewichtheben
- Traian Cihărean
Fliegengewicht: 5. Platz

- Marius Cihărean
Federgewicht: 18. Platz

- Lucian Maxinianu
Federgewicht: 19. Platz

- Ilie Fătu
Mittelgewicht: 16. Platz

- Nicu Vlad
II. Schwergewicht: Bronze

### Judo
- Alexandru Ciupe
Halbmittelgewicht: 21. Platz

- Adrian Croitoru
Mittelgewicht: 5. Platz

- Radu Ivan
Halbschwergewicht: 21. Platz

- Alexandru Lungu
Schwergewicht: 9. Platz

- Simona Richter
Frauen, Halbschwergewicht: 9. Platz

### Kanu
- Geza Magyar
Einer-Kajak, 500 Meter: 4. Platz

- Marin Popescu
Einer-Kajak, 1000 Meter: 7. Platz

- Daniel Stoian
Zweier-Kajak, 500 Meter: 7. Platz

- Romică Șerban
Zweier-Kajak, 500 Meter: 7. Platz

- Florin Huidu
Einer-Canadier, 500 Meter: Halbfinale

- Victor Partnoi
Einer-Canadier, 1000 Meter: 6. Platz

- Gheorghe Andriev
Zweier-Canadier, 500 Meter: Bronze

- Grigore Obreja
Zweier-Canadier, 500 Meter: Bronze

- Antonel Borșan
Zweier-Canadier, 1000 Meter: Silber

- Marcel Glăvan
Zweier-Canadier, 1000 Meter: Silber

- Raluca Ioniță
Frauen, Einer-Kajak, 500 Meter: Viertelfinale
Frauen, Vierer-Kajak, 500 Meter: Halbfinale

- Sanda Toma
Frauen, Zweier-Kajak, 500 Meter: Halbfinale
Frauen, Vierer-Kajak, 500 Meter: Halbfinale

- Viorica Iordache
Frauen, Zweier-Kajak, 500 Meter: Halbfinale
Frauen, Vierer-Kajak, 500 Meter: Halbfinale

- Mihaela Bene
Frauen, Vierer-Kajak, 500 Meter: Halbfinale

### Leichtathletik
- Ovidiu Olteanu
1500 Meter: Vorläufe

- George Boroi
110 Meter Hürden: Halbfinale

- Mugur Mateescu
400 Meter Hürden: Vorläufe

- Florin Ionescu
3000 Meter Hindernis: Halbfinale

- Costică Bălan
20 Kilometer Gehen: 45. Platz

- Bogdan Țăruș
Weitsprung: 15. Platz in der Qualifikation

- Bogdan Tudor
Weitsprung: 19. Platz in der Qualifikation

- Costel Grasu
Diskuswurf: 26. Platz in der Qualifikation

- Gabriela Szabo
Frauen, 1500 Meter: Silber 
Frauen, 5000 Meter: Vorläufe

- Cătălina Gheorghiu
Frauen, 1500 Meter: Halbfinale

- Elena Fidatov
Frauen, 5000 Meter: 7. Platz

- Stela Olteanu
Frauen, 5000 Meter: Vorläufe

- Iulia Negură
Frauen, 10.000 Meter: 8. Platz

- Lidia Șimon
Frauen, Marathon: 6. Platz

- Anuța Cătună
Frauen, Marathon: 44. Platz

- Cristina Pomacu
Frauen, Marathon: Rennen nicht beendet

- Elisabeta Anghel
Frauen, 100 Meter Hürden: Vorläufe

- Elisabeta Anghel
Frauen, 400 Meter Hürden: 7. Platz

- Norica Câmpean
Frauen, 10 Kilometer Gehen: 29. Platz

- Mihaela Gheorghiu
Frauen, Weitsprung: In der Qualifikation ausgeschieden

- Rodica Mateescu
Frauen, Dreisprung: 7. Platz

- Nicoleta Grădinaru-Grasu
Frauen, Diskuswurf: 7. Platz

- Cristina Boiț
Frauen, Diskuswurf: 27. Platz in der Qualifikation

- Felicia Țilea-Moldovan
Frauen, Speerwurf: 10. Platz

- Liliana Năstase
Frauen, Siebenkampf: 22. Platz

### Moderner Fünfkampf
- Adrian Toader
Einzel: 14. Platz

### Rhythmische Sportgymnastik
- Alina Stoica
Einzel: Halbfinale

- Dana Carteleanu
Einzel: Vorrunde

### Ringen
- Valentin Rebegea
Fliegengewicht, griechisch-römisch: 12. Platz

- Marian Sandu
Bantamgewicht, griechisch-römisch: 15. Platz

- Ender Memet
Leichtgewicht, griechisch-römisch: 12. Platz

- Anton Arghira
Mittelgewicht, griechisch-römisch: 15. Platz

- Gheorghe Amariei
Superschwergewicht, griechisch-römisch: 16. Platz

- Gheorghe Corduneanu
Papiergewicht, Freistil: 7. Platz

- Constantin Corduneanu
Fliegengewicht, Freistil: 15. Platz

- Bogdan Ciufulescu
Bantamgewicht, Freistil: 19. Platz

- Șerban Mumjiev
Federgewicht: Freistil: 12. Platz

- Nicolae Ghiță
Mittelgewicht, Freistil: 13. Platz

### Rudern
- Attila Racz
Zweier ohne Steuermann: 13. Platz

- Nicolae Spîrcu
Zweier ohne Steuermann: 13. Platz

- Claudiu Marin
Vierer ohne Steuermann: 5. Platz
Achter: 7. Platz

- Dorin Alupei
Vierer ohne Steuermann: 5. Platz
Achter: 7. Platz

- Dimitrie Popescu
Vierer ohne Steuermann: 5. Platz

- Vasile Măstăcan
Vierer ohne Steuermann: 5. Platz

- Andrei Bănică
Achter: 7. Platz

- Cornel Nemțoc
Achter: 7. Platz

- Viorel Talapan
Achter: 7. Platz

- Nicolae Țaga
Achter: 7. Platz

- Valentin Robu
Achter: 7. Platz

- Iulică Ruican
Achter: 7. Platz

- Marin Gheorghe
Achter: 7. Platz

- Elisabeta Lipă
Frauen, Einer: 9. Platz
Frauen, Achter: Gold

- Liliana Cazac
Zweier ohne Steuerfrau: 10. Platz

- Angela Cazac
Zweier ohne Steuerfrau: 10. Platz

- Angela Tamaș-Alupei
Frauen, Doppelvierer: 10. Platz

- Viorica Susanu
Frauen, Doppelvierer: 10. Platz

- Iulia Bulie
Frauen, Doppelvierer: 10. Platz

- Doina Ciucanu-Robu
Frauen, Doppelvierer: 10. Platz

- Anca Tănase
Frauen, Achter: Gold

- Veronica Cochela
Frauen, Achter: Gold

- Liliana Gafencu
Frauen, Achter: Gold

- Doina Spîrcu
Frauen, Achter: Gold

- Ioana Olteanu
Frauen, Achter: Gold

- Mărioara Popescu
Frauen, Achter: Gold

- Doina Ignat
Frauen, Achter: Gold

- Elena Georgescu
Frauen, Achter: Gold

- Constanța Burcică
Frauen, Leichtgewichts-Doppelzweier: Gold

- Camelia Macoviciuc
Frauen, Leichtgewichts-Doppelzweier: Gold

### Schießen
- Constantin Tărloiu
Luftpistole: 17. Platz
Freie Scheibenpistole: 30. Platz

- Sorin Babii
Luftpistole: 26. Platz
Freie Scheibenpistole: 20. Platz

- Iulian Raicea
Schnellfeuerpistole: 11. Platz

- Ioan Toman
Skeet: 32. Platz

### Schwimmen
- Alexandru Ioanovici
50 Meter Freistil: Vorläufe
4 × 100 Meter Freistil: 10. Platz

- Nicolae Ivan
100 Meter Freistil: 30. Platz
4 × 100 Meter Freistil: 10. Platz

- Nicolae Butacu
200 Meter Freistil: 16. Platz
100 Meter Rücken: 21. Platz
200 Meter Rücken: 34. Platz

- Horațiu Bădiță
4 × 100 Meter Freistil: 10. Platz

- Răzvan Petcu
4 × 100 Meter Freistil: 10. Platz
100 Meter Schmetterling: 35. Platz

- Luminița Dobrescu
Frauen, 50 Meter Freistil: 27. Platz
Frauen, 100 Meter Freistil: 11. Platz
Frauen, 200 Meter Freistil: 8. Platz
Frauen, 4 × 100 Meter Freistil: 11. Platz
Frauen, 4 × 200 Meter Freistil: 7. Platz
Frauen, 4 × 100 Meter Lagen: 17. Platz

- Lorena Diaconescu
Frauen, 200 Meter Freistil: 25. Platz
Frauen, 4 × 100 Meter Freistil: 11. Platz
Frauen, 4 × 200 Meter Freistil: 7. Platz

- Carla-Creola Negrea
Frauen, 400 Meter Freistil: 16. Platz
Frauen, 800 Meter Freistil: 20. Platz
Frauen, 4 × 200 Meter Freistil: 7. Platz

- Carmen Herea
Frauen, 4 × 100 Meter Freistil: 11. Platz
Frauen, 100 Meter Rücken: 28. Platz

- Andreea Trufașu
Frauen, 4 × 100 Meter Freistil: 11. Platz

- Loredana Zisu
Frauen, 4 × 200 Meter Freistil: 7. Platz
Frauen, 100 Meter Schmetterling: 23. Platz
Frauen, 200 Meter Schmetterling: 21. Platz
Frauen, 4 × 100 Meter Lagen: 17. Platz

- Cătălina Casaru
Frauen, 200 Meter Rücken: 14. Platz
Frauen, 4 × 100 Meter Lagen: 17. Platz

- Larisa Lăcustă
Frauen, 100 Meter Brust: 35. Platz
Frauen, 200 Meter Brust: 33. Platz

- Beatrice Câșlaru
Frauen, 200 Meter Lagen: 12. Platz
Frauen, 400 Meter Lagen: 6. Platz
Frauen, 4 × 100 Meter Lagen: 17. Platz

### Segeln
- Dumitru Frățilă
Finn-Dinghy: 28. Platz

- Horia Ispaș
Laser: 48. Platz

### Tennis
- Andrei Pavel
Einzel: 33. Platz
Doppel: 17. Platz

- Dinu Pescariu
Einzel: 33. Platz
Doppel: 17. Platz

- Ruxandra Dragomir Ilie
Frauen, Einzel: 33. Platz

- Cătălina Cristea
Frauen, Einzel: 33. Platz

### Tischtennis
- Vasile Florea
Einzel: 33. Platz

- Otilia Bădescu
Frauen, Einzel: 9. Platz

- Adriana Simion
Frauen, Einzel: 17. Platz

- Emilia Ciosu
Frauen, Einzel: 33. Platz
Frauen, Doppel: 17. Platz

- Georgeta Cojocaru
Frauen, Doppel: 17. Platz

### Turnen
- Cristian Leric
Einzelmehrkampf: 11. Platz
Mannschaftsmehrkampf: 9. Platz
Barren: 44. Platz in der Qualifikation
Boden: 43. Platz in der Qualifikation
Pferdsprung: 23. Platz in der Qualifikation
Reck: 39. Platz in der Qualifikation
Ringe: 86. Platz in der Qualifikation
Seitpferd: 50. Platz in der Qualifikation

- Adrian Ianculescu
Einzelmehrkampf: 26. Platz in der Qualifikation
Mannschaftsmehrkampf: 10. Platz
Barren: 53. Platz in der Qualifikation
Boden: 18. Platz in der Qualifikation
Pferdsprung: 35. Platz in der Qualifikation
Reck: 50. Platz in der Qualifikation
Ringe: 80. Platz in der Qualifikation
Seitpferd: 11. Platz in der Qualifikation

- Nicu Stroia
Einzelmehrkampf: 28. Platz in der Qualifikation
Mannschaftsmehrkampf: 10. Platz
Barren: 61. Platz in der Qualifikation
Boden: 38. Platz in der Qualifikation
Pferdsprung: 59. Platz in der Qualifikation
Reck: 16. Platz in der Qualifikation
Ringe: 49. Platz in der Qualifikation
Seitpferd: 32. Platz in der Qualifikation

- Nistor Șandro
Einzelmehrkampf: 42. Platz in der Qualifikation
Mannschaftsmehrkampf: 10. Platz
Barren: 79. Platz in der Qualifikation
Boden: 50. Platz in der Qualifikation
Pferdsprung: 71. Platz in der Qualifikation
Reck: 49. Platz in der Qualifikation
Ringe: 20. Platz in der Qualifikation
Seitpferd: 80. Platz in der Qualifikation

- Robert Tăciulet
Einzelmehrkampf: 98. Platz in der Qualifikation
Mannschaftsmehrkampf: 10. Platz
Barren: 101. Platz in der Qualifikation
Boden: 84. Platz in der Qualifikation
Pferdsprung: 55. Platz in der Qualifikation
Ringe: 60. Platz in der Qualifikation
Seitpferd: 78. Platz in der Qualifikation

- Marius Urzică
Einzelmehrkampf: 99. Platz in der Qualifikation
Mannschaftsmehrkampf: 10. Platz
Barren: 17. Platz in der Qualifikation
Boden: 104. Platz in der Qualifikation
Pferdsprung: 102. Platz in der Qualifikation
Reck: 46. Platz in der Qualifikation
Seitpferd: Silber

- Dan Burincă
Einzelmehrkampf: 104. Platz in der Qualifikation
Mannschaftsmehrkampf: 10. Platz
Barren: 99. Platz in der Qualifikation
Boden: 99. Platz in der Qualifikation
Pferdsprung: 104. Platz in der Qualifikation
Reck: 62. Platz in der Qualifikation
Ringe: Silber

- Gina Gogean
Frauen, Einzelmehrkampf: Silber 
Frauen, Mannschaftsmehrkampf: Bronze 
Frauen, Boden: 7. Platz
Frauen, Pferdsprung: Bronze 
Frauen, Schwebebalken: Bronze 
Frauen, Stufenbarren: 22. Platz in der Qualifikation

- Simona Amânar
Frauen, Einzelmehrkampf: Bronze 
Frauen, Mannschaftsmehrkampf: Bronze 
Frauen, Boden: Silber 
Frauen, Pferdsprung: Gold 
Frauen, Schwebebalken: 45. Platz in der Qualifikation
Frauen, Stufenbarren: 5. Platz

- Lavinia Miloșovici
Frauen, Einzelmehrkampf: Bronze 
Frauen, Mannschaftsmehrkampf: Bronze 
Frauen, Boden: 12. Platz in der Qualifikation
Frauen, Pferdsprung: 3. Platz in der Qualifikation
Frauen, Schwebebalken: 8. Platz in der Qualifikation
Frauen, Stufenbarren: 8. Platz

- Alexandra Marinescu
Frauen, Einzelmehrkampf: 10. Platz in der Qualifikation
Frauen, Mannschaftsmehrkampf: Bronze 
Frauen, Boden: 15. Platz in der Qualifikation
Frauen, Pferdsprung: 15. Platz in der Qualifikation
Frauen, Schwebebalken: 8. Platz
Frauen, Stufenbarren: 9. Platz in der Qualifikation

- Mirela Țugurlan
Frauen, Einzelmehrkampf: 15. Platz in der Qualifikation
Frauen, Mannschaftsmehrkampf: Bronze 
Frauen, Boden: 24. Platz in der Qualifikation
Frauen, Pferdsprung: 22. Platz in der Qualifikation
Frauen, Schwebebalken: 23. Platz in der Qualifikation
Frauen, Stufenbarren: 23. Platz in der Qualifikation

- Ionela Loaieș
Frauen, Einzelmehrkampf: 23. Platz in der Qualifikation
Frauen, Mannschaftsmehrkampf: Bronze 
Frauen, Boden: 31. Platz in der Qualifikation
Frauen, Pferdsprung: 35. Platz in der Qualifikation
Frauen, Schwebebalken: 16. Platz in der Qualifikation
Frauen, Stufenbarren: 36. Platz in der Qualifikation

### Wasserball
- Herrenteam
11. Platz

- Kader
Edward Andrei
Florin Bonca
Robert Dinu
Nicolae Fulgeanu
Vlad Hagiu
Gelu Lisac
Istvan Moldvai
Daniel Radu
Bogdan Rath
Radu Sabău
Ștefan Sanda
Dinel Stamate
Liviu Totolici

### Wasserspringen
- Gabriel Cherecheș
Turmspringen: 24. Platz

- Clara Elena Ciocan
Frauen, Turmspringen: 10. Platz

- Anișoara Oprea
Frauen, Turmspringen: 22. Platz